# Angelo Costa (pittore)
Angelo Costa (Genova, 1858 – 1911) è stato un pittore italiano.

## Biografia

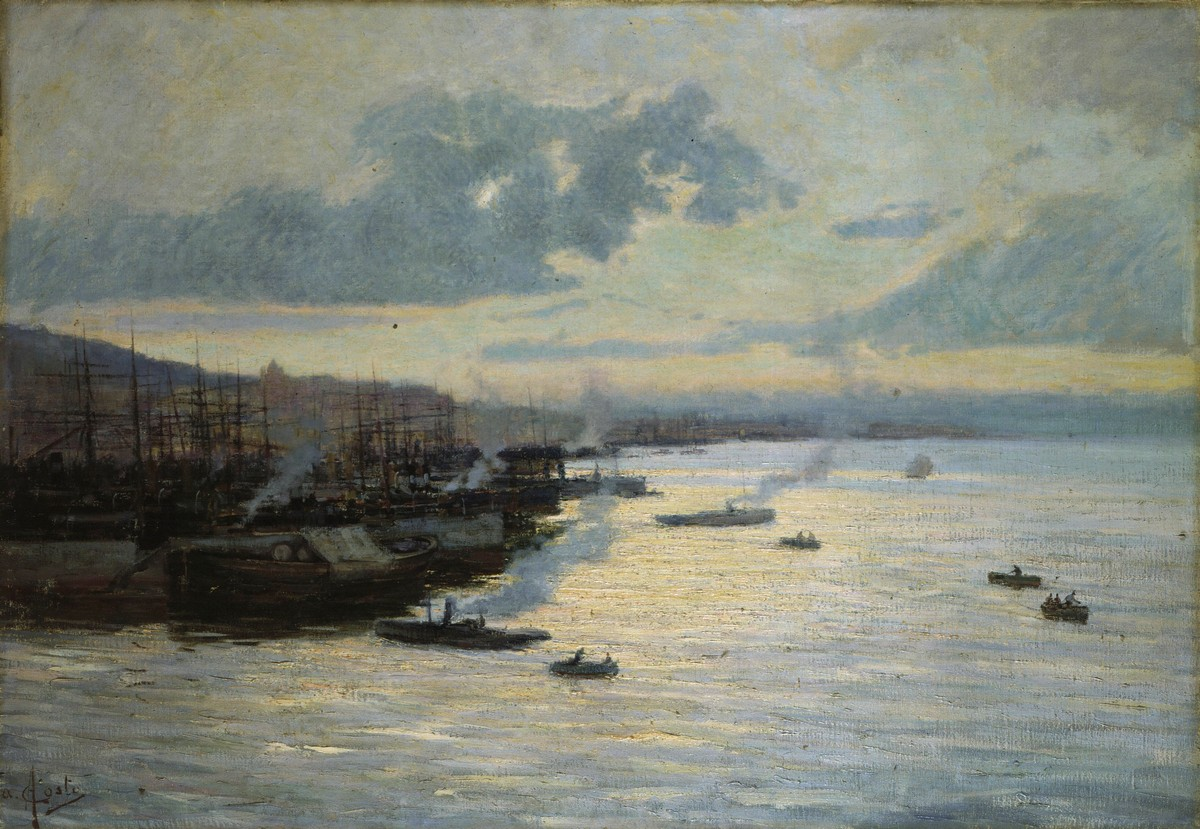
A.Costa- Porto di Genova, olio su tela

Frequentò nel 1874 l'Accademia ligustica di belle arti, allievo di Tammar Luxoro e in seguito studiò con Serafín Avendaño Martínez. Esordì alla XXVIII Promotrice di Belle Arti di Genova nel 1879 col dipinto "A Pegli" . Il suo stile richiama la Scuola dei grigi  con influenze post impressionistiche.
Si dedicò quasi esclusivamente al paesaggio, per breve tempo alla pittura di genere. 
Lavorò a Napoli, Parigi Monaco e Roma.
Dal 1879 fu presente alle espisizioni della Promotrice con dipinti di paesaggi liguri, del porto e dei moli, negli ultimi anni vedute di Courmayeur dove visse per qualche tempo.
Nel 1892 per le feste Colombiane partecipò all'Esposizione organizzata per l'evento con un gruppo di opere tra le quali: "Porto di Genova", "L'arrivo dei sovrani a Genova a bordo del Savoia" incontrando successo tra il pubblico.
Fece parte della Associazione ligure dei giornalisti e della Famiglia Artistica Genovese intrattenendo amichevoli rapporti con i maggiori esponenti dell'ambiente artistico locale della fine del secolo e in particolare con i pittori Figari, Meineri, Pennasilico, Viazzi e con gli scultori Orengo e Lavezzari. Con Nomellini, Figari, Sacheri e Maragliano dipinse per lungo tempo dividendo fraternamente lo studio-deposito estivo di una rustica casetta a poca distanza dalla marina di Vernazzola; ciò gli fornì il tema per dipingere un piccolo capolavoro : "La casa dell'artista", tutto sonora colorazione diffusa dalle tonalità dorate del sole.
Nel 1893 fu nominato accademico di merito della Ligustica.
Sue opere figurano alla Galleria d'arte moderna di Genova-Nervi, al Comune di Genova, al museo del Risorgimento, all'Istituto Mazziniano, nella quadreria della Provincia di Genova a al musea di Villa Doria a Genova-Pegli.